# Rancagua
Rancagua est une ville et une commune du Chili , capitale de la province de Cachapoal elle-même située dans la Région O'Higgins. En 2012, sa population s'élevait à 232 524 habitants. La superficie de la commune est de 260 km2 (densité de 894 hab./km2). L'agglomération est créée en 1743 sous l'appellation Santa Cruz de Triana. Rancagua se trouve dans la Vallée centrale du Chili à environ 87 kilomètres au sud de la capitale Santiago. La ville se trouve dans la vallée du rio Cachapoal.

## Histoire
Le territoire de Rancagua a été en 1814 le siège du "Désastre de Rancagua".

## Économie
Son activité économique est basée sur celle des services, même si l'industrie agroalimentaire y est importante (on y trouve par exemple le siège de Agrosuper).

## Religion
La religion majoritaire est le catholicisme (plus de 80 % de la population en 2016), malgré la concurrence de plus en plus vive du protestantisme évangélique venue des États-Unis. Rancagua est le siège du diocèse de Rancagua avec sa cathédrale.

## Culture et patrimoine
Elle est connue au Chili pour être une ville huasa, du fait de ses traditions champêtres et pour être le lieu du championnat de rodeo.
Depuis 2016 s'y tient un e-festival international de cinéma qui a lieu tous les mois (South Film and Arts Academy Festival).

## Équipements et services
Rancagua abrite le stade Estadio Braden Cooper Co. qui fut l'un des 4 stades où se disputèrent les matchs de la phase finale de la Coupe du monde de football de 1962.

## Jumelages
Logroño (Espagne)

## Galerie

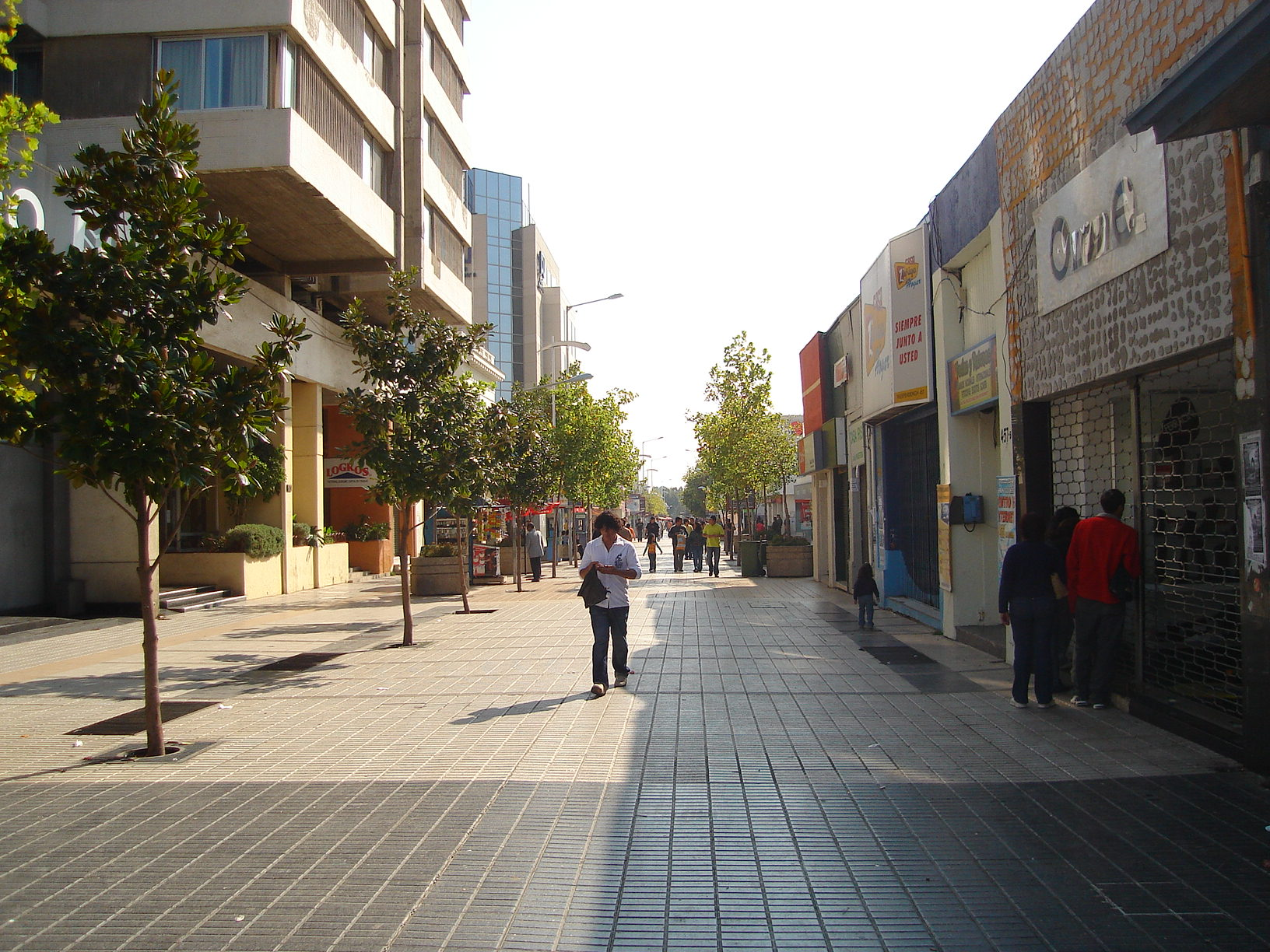
Cours de l'Indépendance (Paseo Independencia).
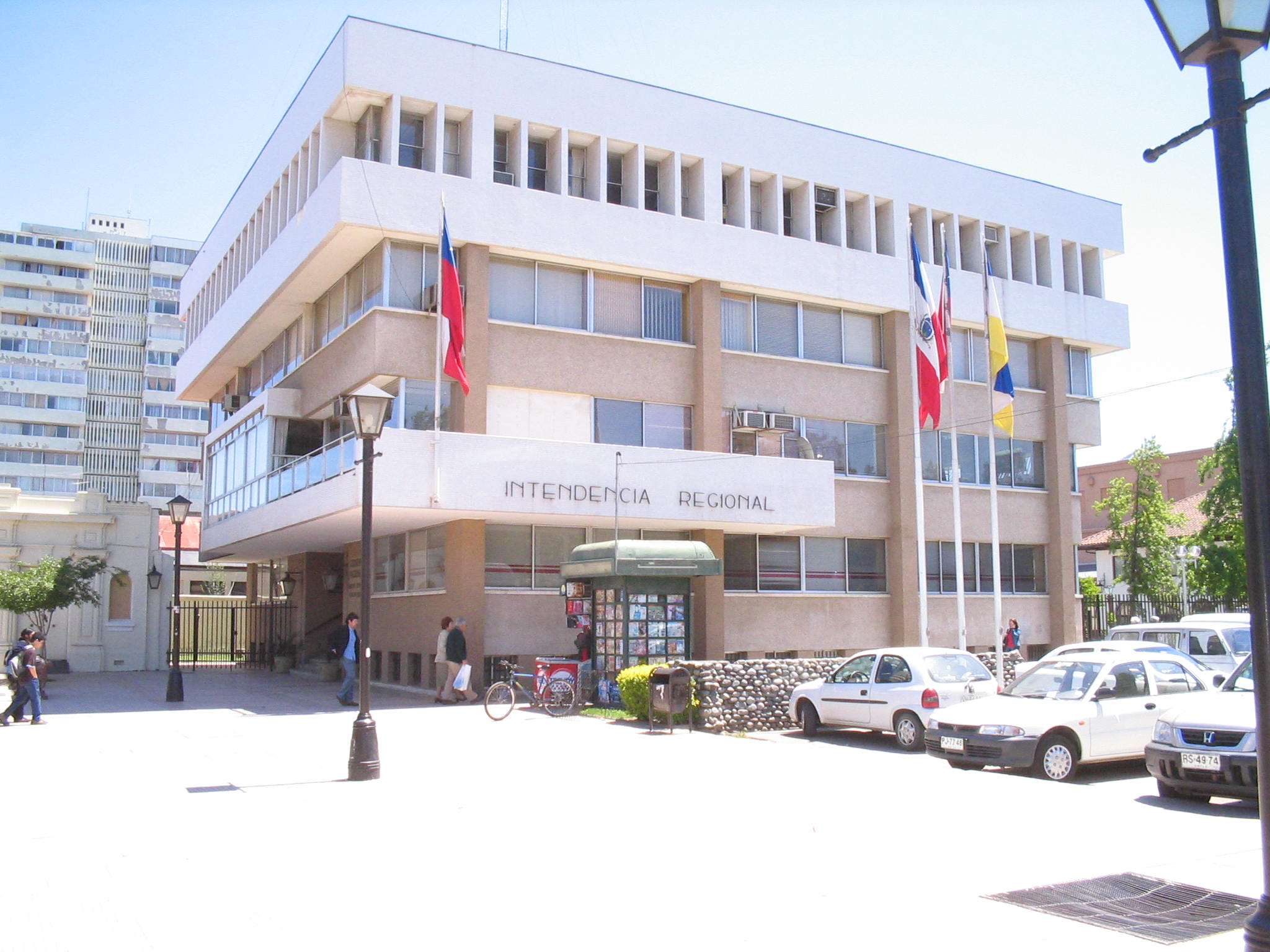
Intendance régionale.
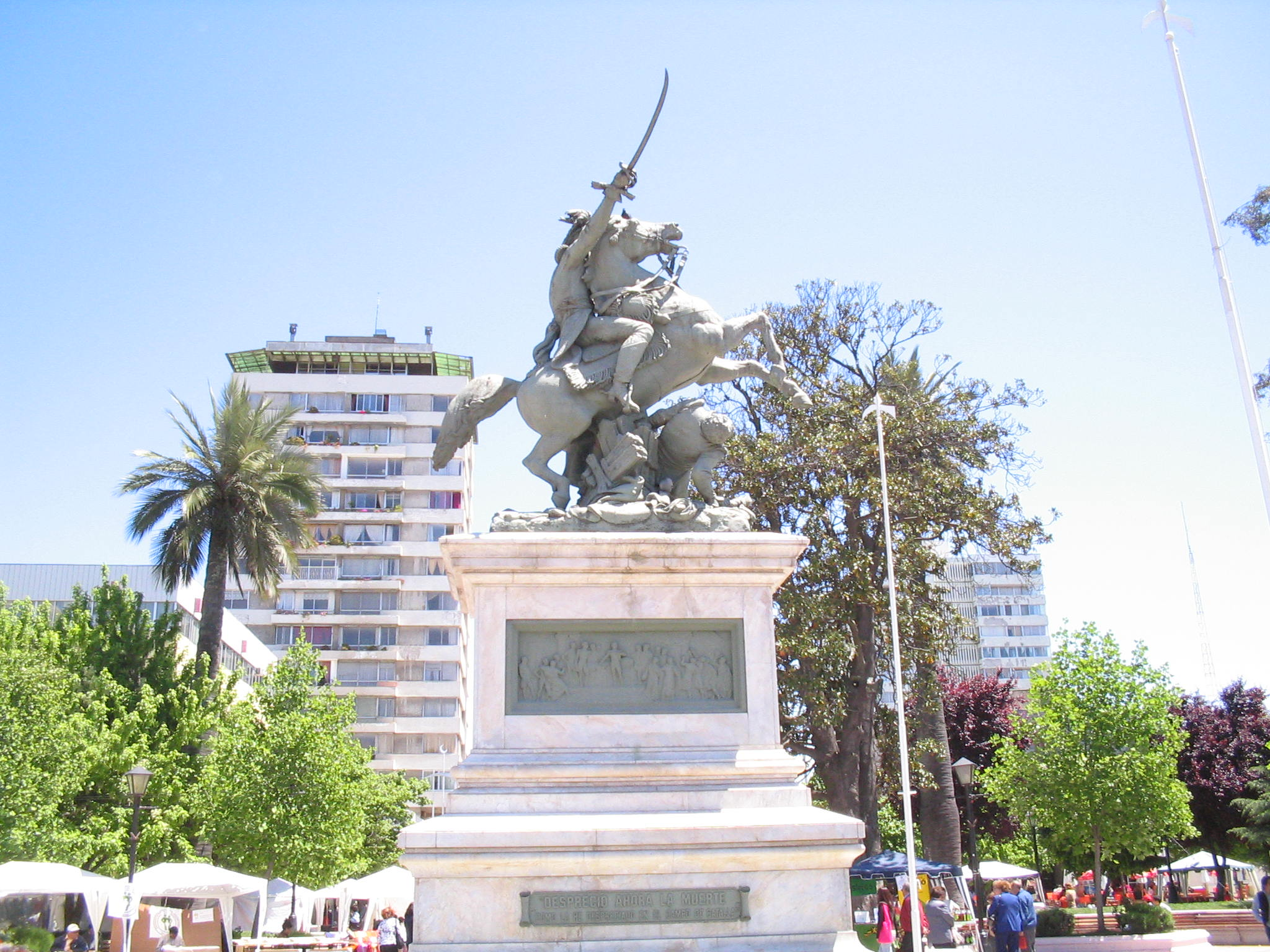
Monument à Bernardo O'Higgins sur la place des Héros.

Position de Rancagua (en rouge) au sein de la Province de Cachapoal.